# Swan House
La Swan House est une maison d'Atlanta, dans l'État de Géorgie, aux États-Unis. Elle a été construite en 1928 pour Edward et Emily Inman, qui ont passé commande à la société d'architecture Hentz, Reid and Adler après que leur maison à Ansley Park (en) ait brûlé en 1924. Philip Trammell Shutze s'est chargé du design de la nouvelle maison.
Edward Inman meurt en 1931, mais Emily et sa famille vivent dans la maison jusqu'en 1965. En 1966, elle est acquise par le Centre d'histoire d'Atlanta, un musée dont elle partage les jardins. 
On peut la retrouver dans le deuxième volet de la saga Hunger Games réalisé par Francis Lawrence. Elle est utilisée pour incarner la demeure du président Snow.

## Galerie

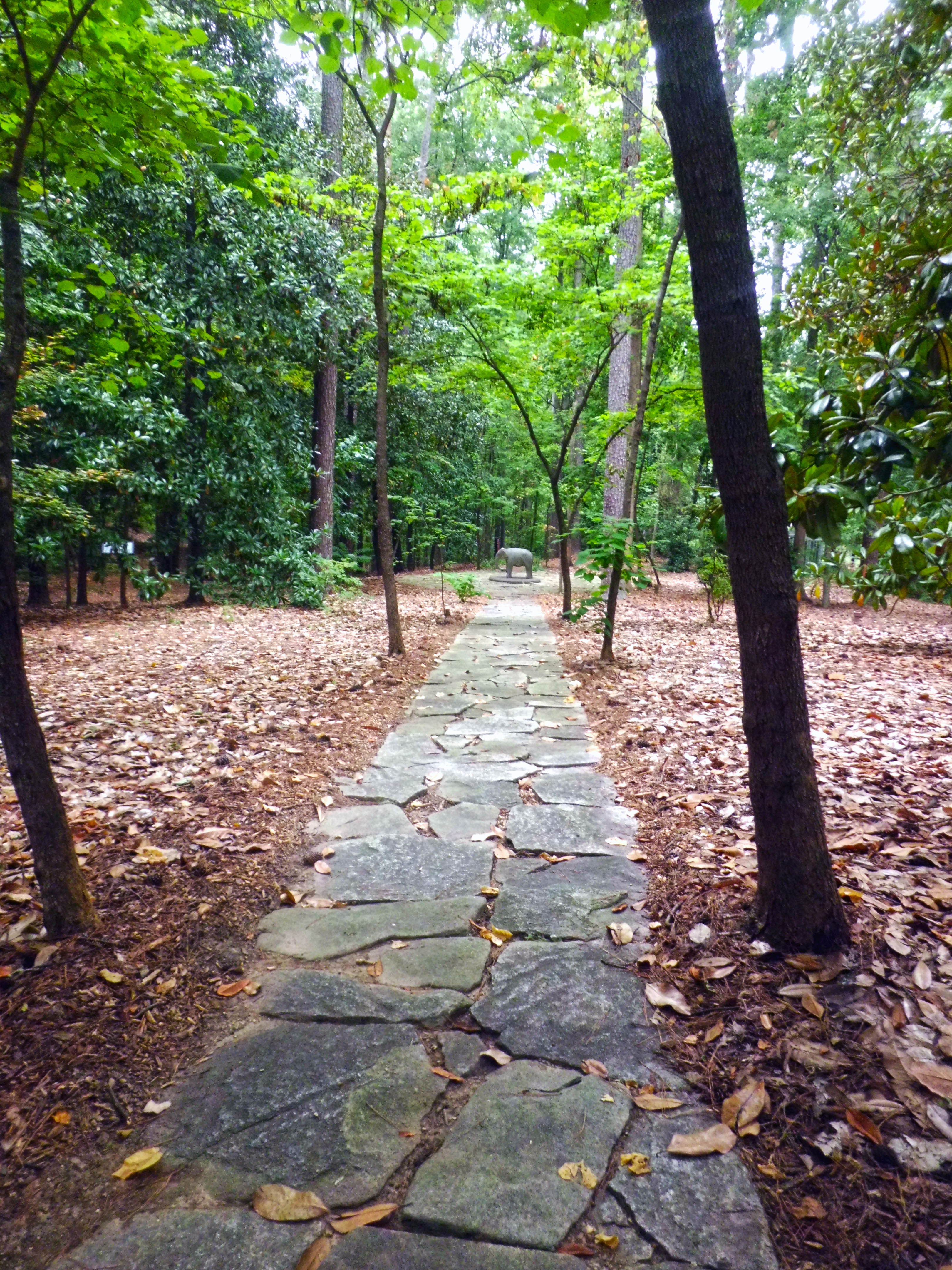
Sentier d'accès à l'éléphant de pierre
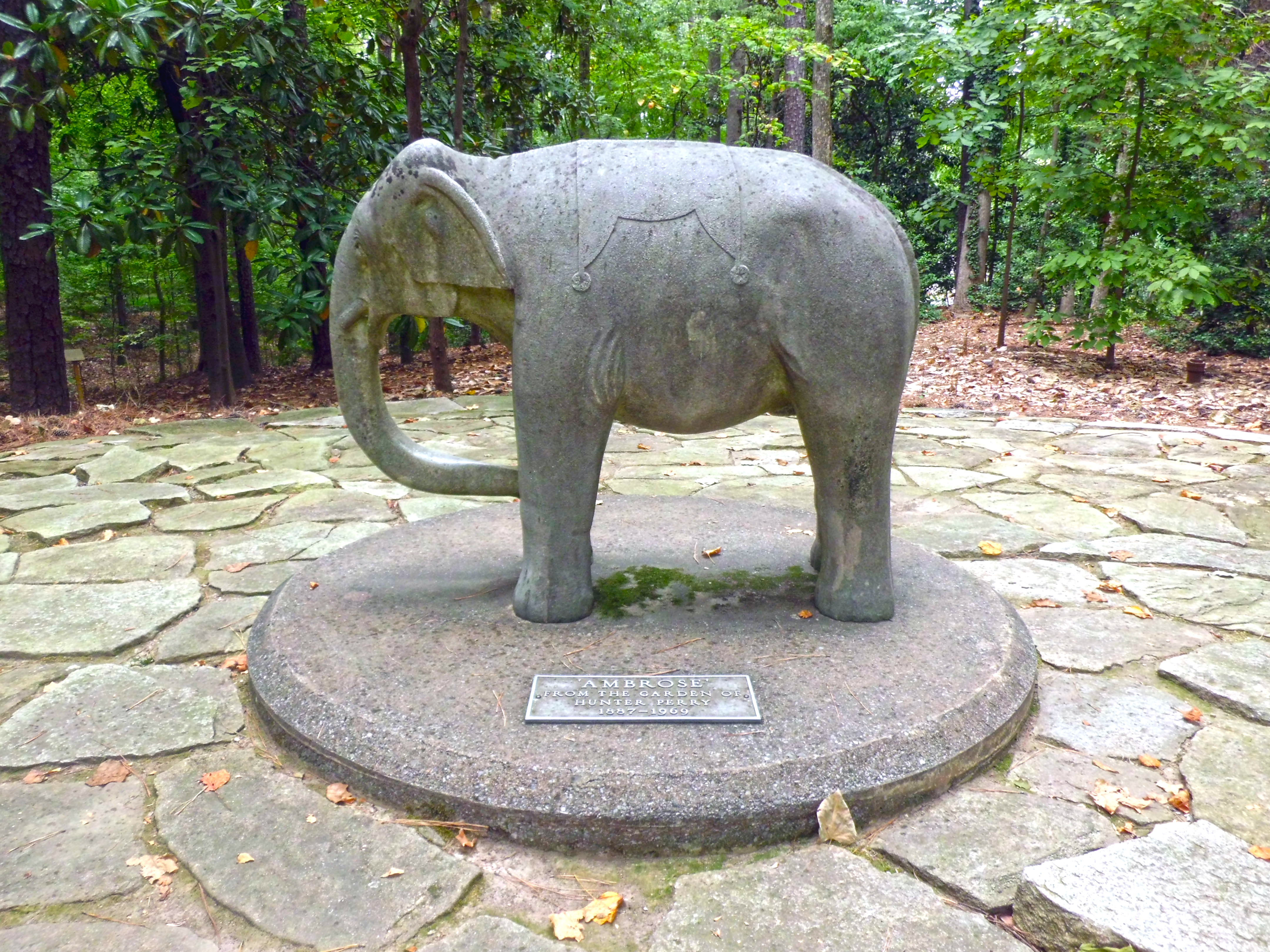
Ambrose l'éléphant de pierre
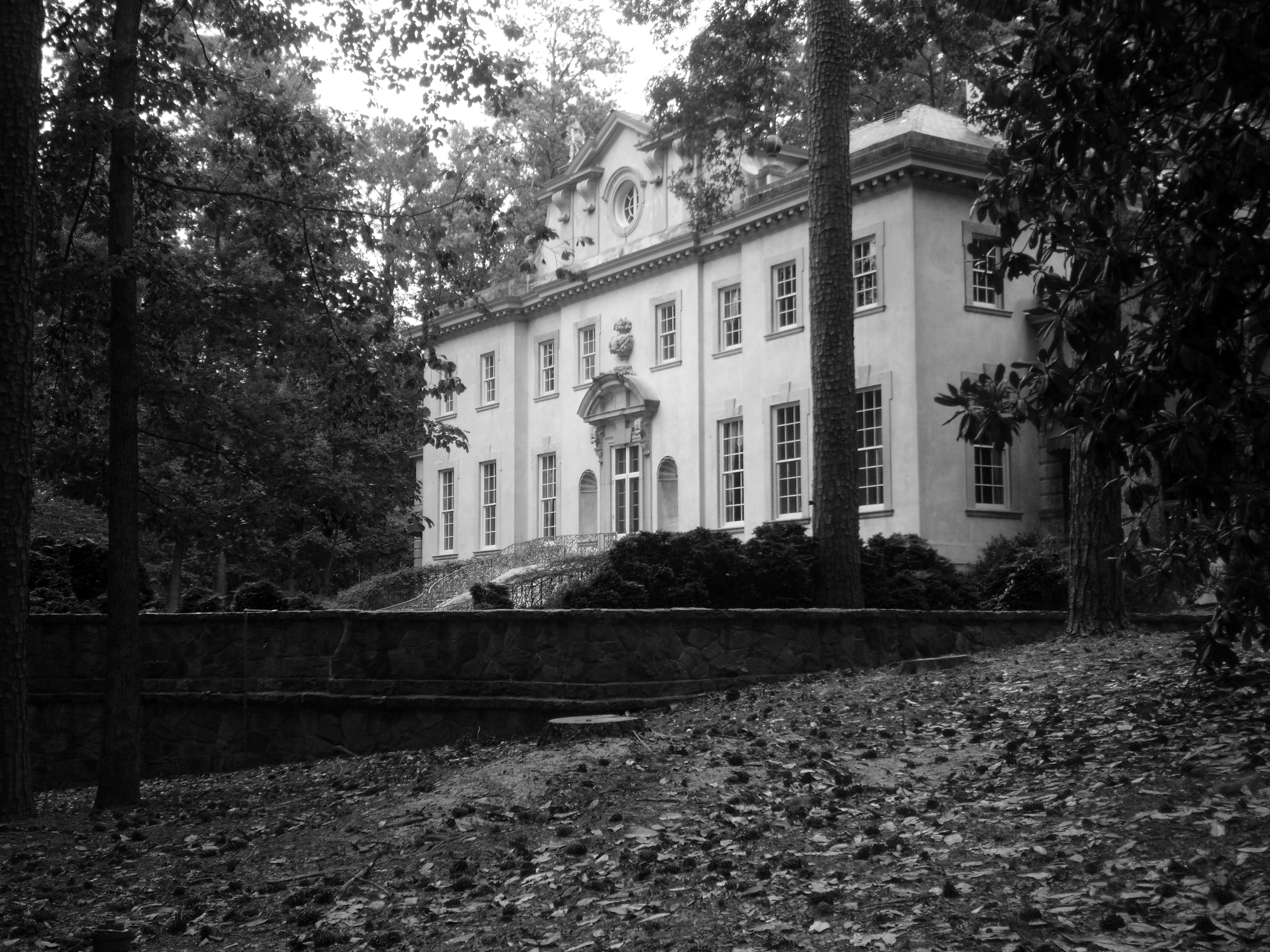
Swan House en blanc et noir

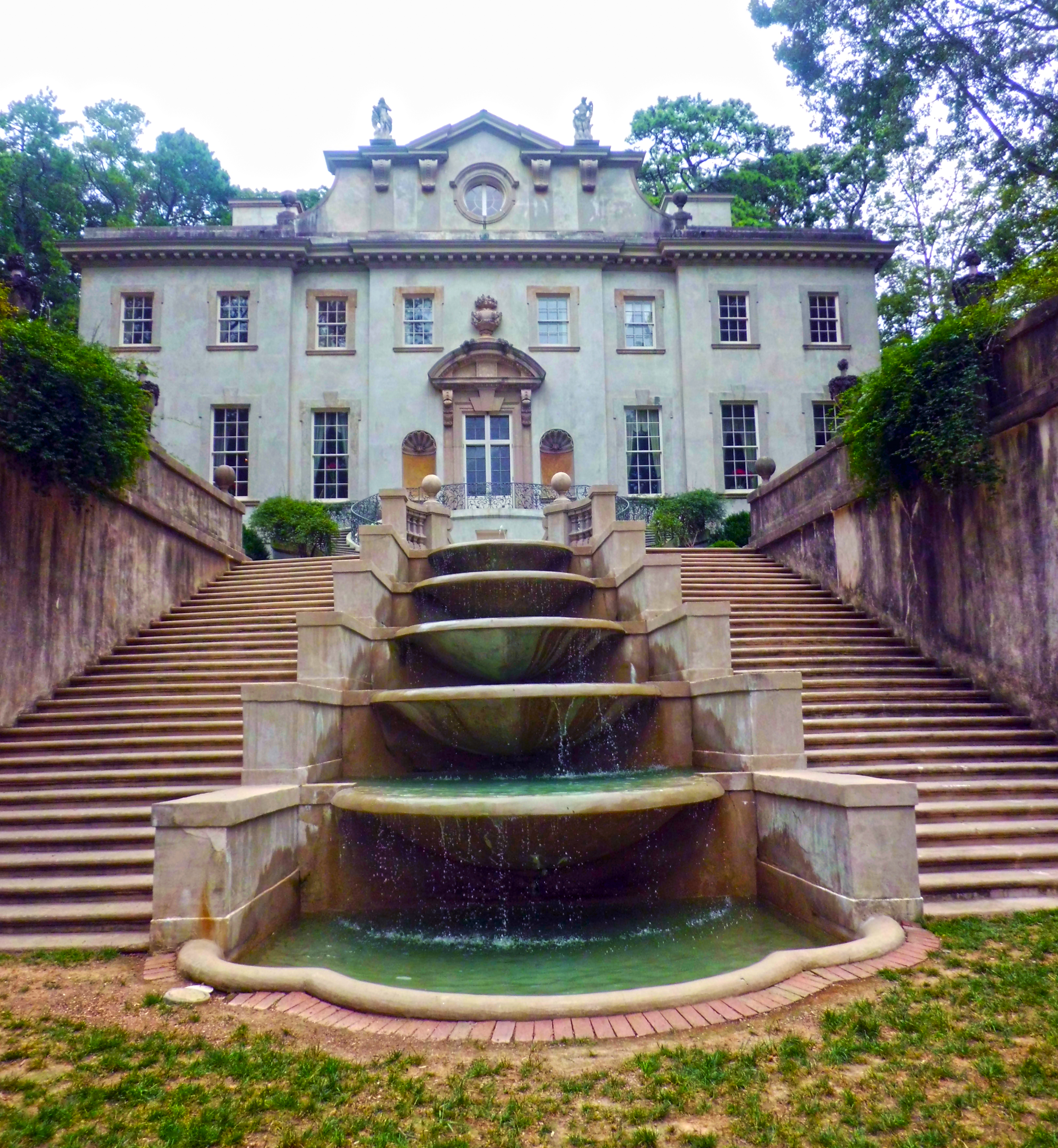
Grande cascade
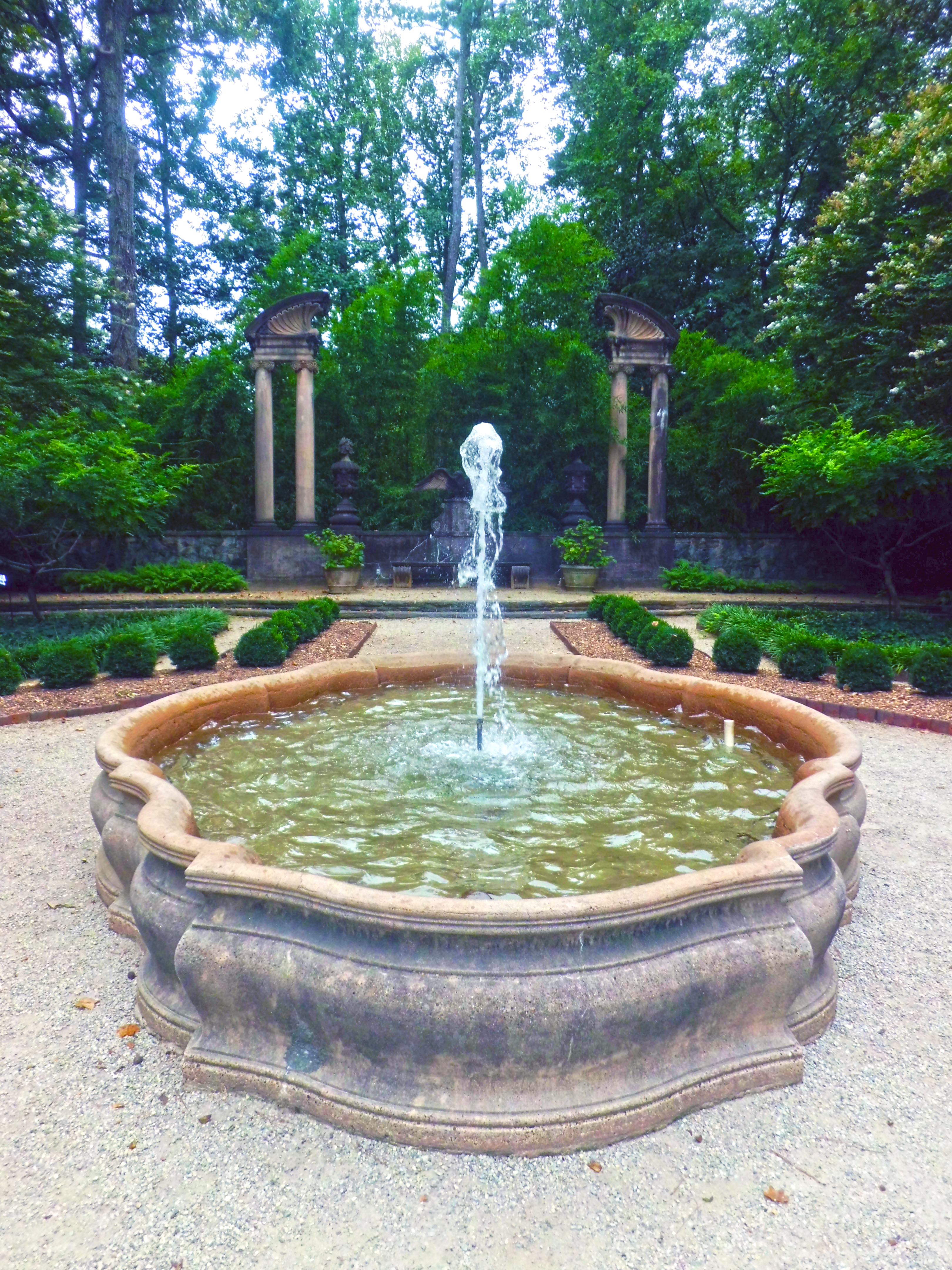
Fontaine
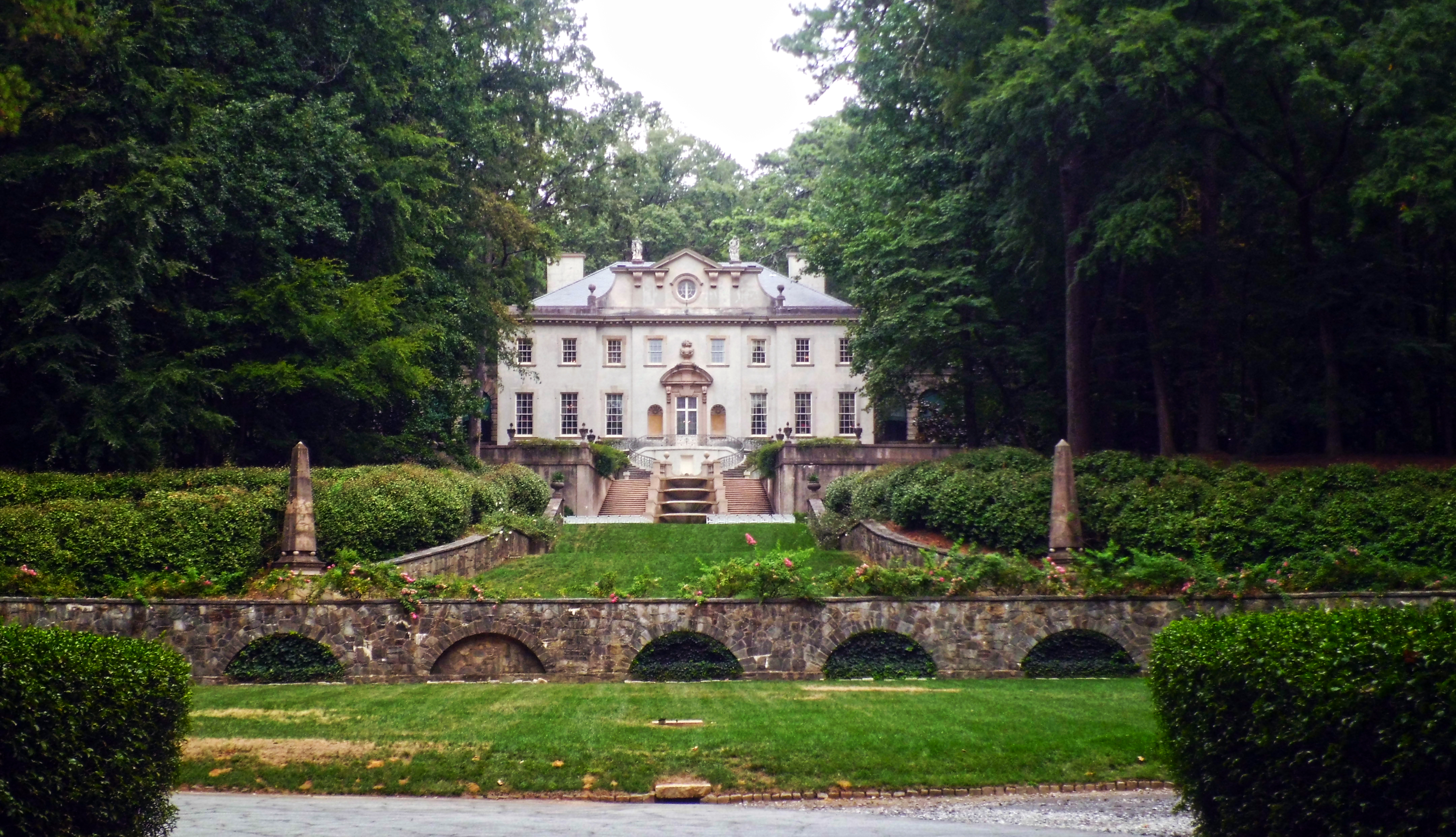
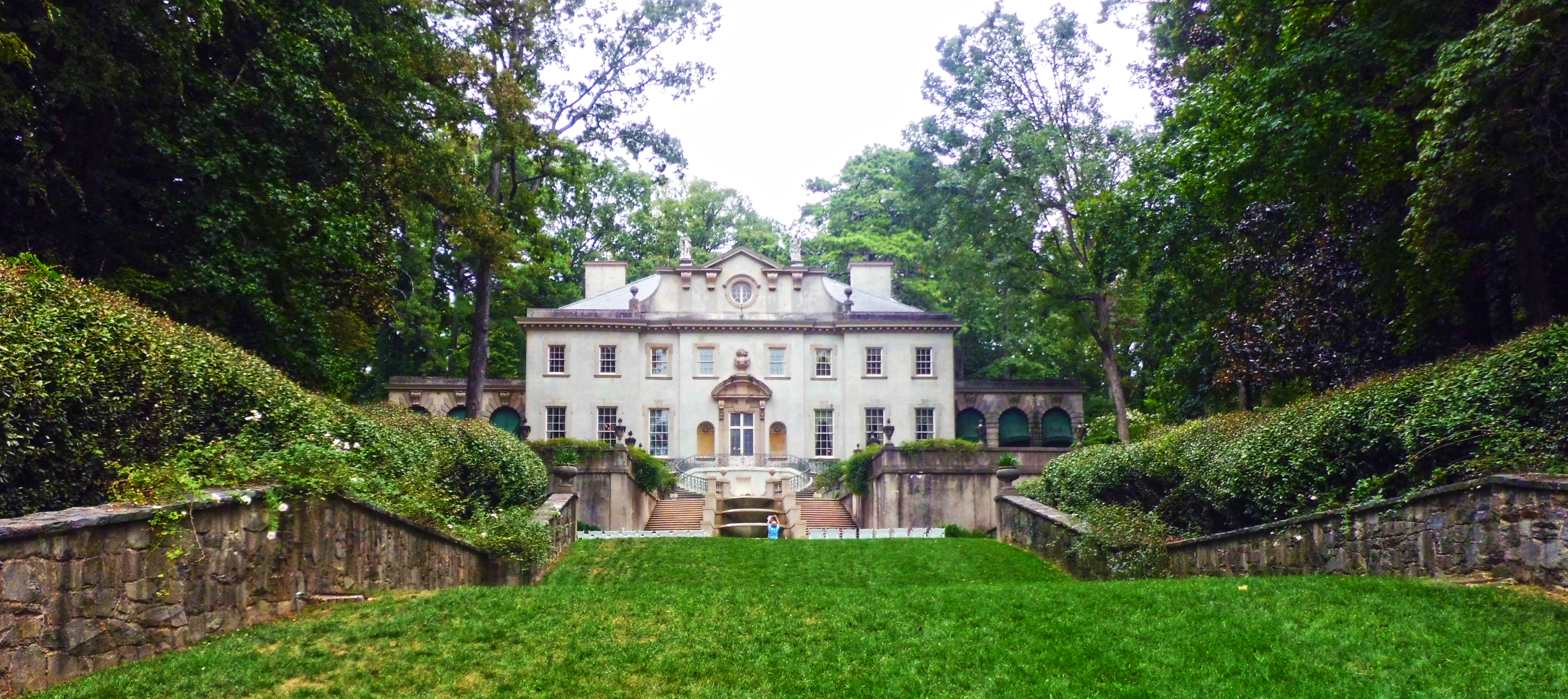